# Trappistenabtei Snowmass
Die Trappistenabtei Snowmass (lat. Abbatia Beatae Mariae de Sancto Benedicto; engl. Saint Benedict’s Abbey) ist seit 1956 ein US-amerikanisches Kloster in Snowmass, Pitkin County, Colorado, Erzbistum Denver.

## Geschichte

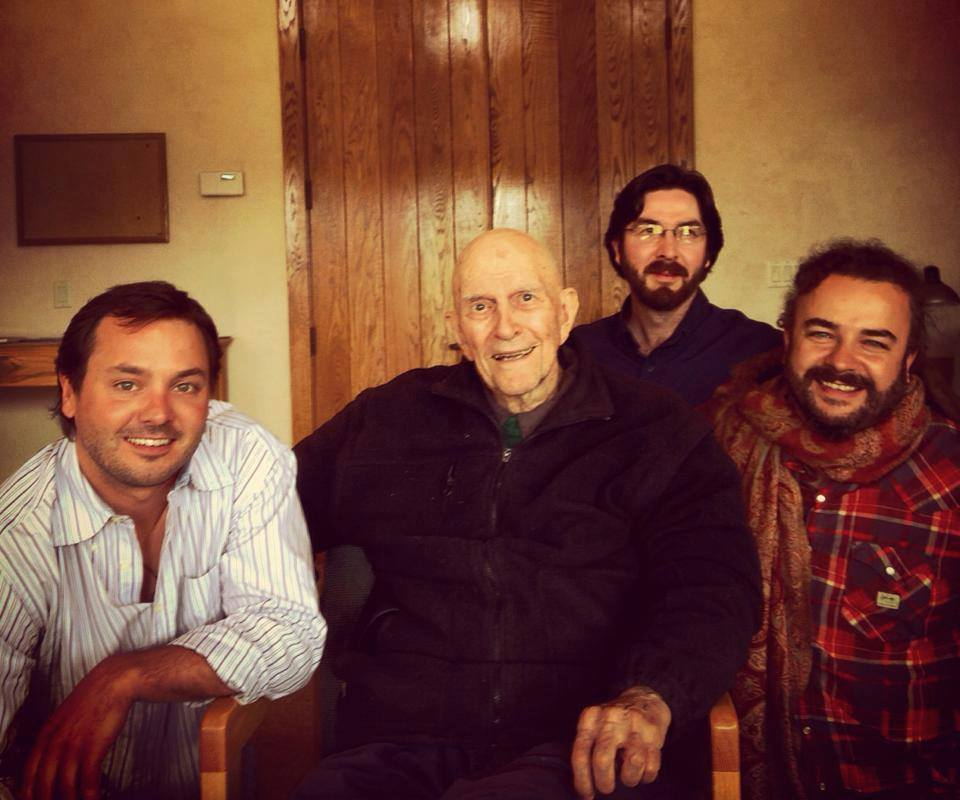
Altabt Thomas Keating inmitten junger Mönche (Saint Benedict’s Abbey, Snowmass, 2015)

Die Trappistenabtei Spencer gründete 1956 bei Aspen, 150 Kilometer südwestlich Denver, in den Rocky Mountains (in 2400 Meter Höhe) das Kloster St. Benedict’s Abbey, das 1969 zur Abtei erhoben wurde. Bekannte Autoren unter den Mönchen sind Thomas Keating und William Meninger (* 1930). Der Generalabt das Trappistenordens Bernardus Peeters hob die Autonomie des Klosters Ende 2022 auf.

## Obere und Äbte
- Leo Slatterie (1956–1958), Superior
- Thomas Aquinas Keating (1958–1961), Superior
- Joachim Viens (1961–1968), Superior
- Michael Abdo (1968–1985), Superior, ab 1970: Abt, ab 1980: Superior ad nutum
- Joseph Boyle (1985–2018), Abt
- Charles Albanese (2019–2022), Abt
  - Damian Carr (Abt em. von Spencer, 1996–2020), Superior und Monastischer Kommissar (seit 2022)